# 2к17
2к17 — период в истории молодёжи России и части постсоветского пространства второй половины 2010-х годов, пик которого пришёлся на 2017—2018 годы.

## Этимология
В «2к17» буква «К» заменяет цифру 0, «К» — слово «kilo-», что в греческом языке означает «тысяча» (англ. thousand).

## Музыка
Хип-хоп и электронная музыка были одними из самых популярных жанров. Такие артисты, как Kendrick Lamar и Drake, возглавляли рейтинг. Из русскоязычных исполнителей одними из самых значимых стали рэперы Pharaoh, FACE, Flesh, Lizer, ЛСП, Элджей, Хаски, T-Fest.
В списке популярнейших синглов СНГ от портала TopHit большую часть весны и в начале лета 2017 года в топе держался трек «Тает лёд» группы «Грибы», летом — «Despacito» Луиса Фонси при участии Дэдди Янки, а в ноябре и декабре — «Розовое вино» Элджея и Федука.
По мнению Екатерины Семёновой из татарского молодёжного журнала «Идель», на данный период пришёлся расцвет русского рэпа и электронной музыки. Например, Скриптонит — артист из Казахстана и музыкальный продюсер, основатель лейбла Musica36, чей трек «Это любовь» возглавлял чарты не только в странах СНГ, но и за рубежом. Также в качестве примера приведена рок-группа «Пошлая Молли», основанная музыкантом Кириллом Тимошенко, более известным под псевдонимом Кирилл Бледный. Она стала одним из самых ярких представителей синти-панка, совмещая поп-панк с электронной музыкой. Её пик популярности пришёлся на 2017.
В рэп-системе возник новый феномен — Versus. Он представлял из себя баттл-рэп, основанный на поединке среди двух артистов. Популярность формат заработал благодаря участию рэпера Оксимирона. По мнению Семёновой, Versus возник в идеальное время для маскулинного рэпа, когда «чёрные панчлайны о близких ещё воспринимались нормально, а мастерство участников росло с каждой встречей». Самым ярким его моментом стало противостояние между Оксимироном и Гнойным (он же Слава КПСС).

## Социальные сети
Главной молодёжной соцсетью являлась «ВКонтакте», где, помимо всего прочего, есть функция по сохранению изображения в альбом «Сохранённое» («сохры»). Благодаря этому люди могли посмотреть, какие именно картинки сохраняет человек, и сделать о нём выводы. Считалось престижным добавлять в «сохры» эстетичные, атмосферные и с «глубоким смыслом» изображения. Самыми модными считались фото с панельками, с крышами домов, с кепками, толстовками, кедами, с сигаретами или алкоголем в руках, магазинных тележках и прочим. Было принято не только рассматривать чужие фото, но и пересылать, сохранять их у себя на странице. Молодые люди пытались сделать максимально крутую фотографию, чтобы оказаться у кого-то в «Сохранённых».
Во «ВКонтакте» молодёжь публиковала фотографии со вспышкой и добавлением зернистости. Было распространено прятать лицо одной рукой или кепкой, фотографироваться спиной к камере или вообще снимать только руки или ноги. Довольно часто можно было увидеть фото с девушкой на фоне кустов с цветами, заката или красивого места, или вообще обычного панельного дома. Популярность получили также снимки с сигаретой в руке на фоне таблички с запретом на курение, фото с энергетиками или зажигалками в руках, с красивым небом или даже просто с красивым стаканом из кофейни, а также фотографии с цитатами.
На вторую половину 2010-х пришёлся расцвет видеоплатформ. Хостинги пополнялись молодыми блогерами, рэперами, освоившими видеоформат, и журналистами. Их творчество формировало мемы, которые активно вирусились в сети и делали шоуменов популярнее. Среди таковых: Амиран Сардаров, автор канала «Дневник хача», делившийся в нём историями о своей роскошной жизни, заполненной вечеринками, клубами и ресторанами в компании известных друзей; Николай Соболев, который начал свой путь с проекта Rakamakafo, где в паре с Гурамом Нарманией проводил розыгрыши и социальные эксперименты, фиксируя реакции людей в неожиданных ситуациях, а потом переключился на формат с критикой других популярных блогеров; Юрий Дудь, ставший первооткрывателем формата длинного, откровенного интервью в интернете.
В русскоязычном YouTube-пространстве наблюдалась тенденция, когда блогеры пробовали себя в рэпе, например, Николай Соболев, Юрий Хованский, Эльдар Джарахов. Кроме того, на саму площадку переходили люди из ТВ — например, Comedy Club Production.
Мемами 2017 года стали: «Ждун», «Руки-базуки», «Это фиаско, братан», «На донышке», «У меня лапки», «Ещкере».

## Мода
Молодёжное медиа MCUniverse указало, что мода того периода характеризовалась эклектикой и гипер-стилем, когда люди смешивали разные стили и эпохи.
В 2017 году стал популярен оверсайз-стиль, представленный худи, большими футболками, объёмными кофтами, джинсами-бананами и широкими спортивными штанами. Также спросом пользовались джоггеры, скинни-джинсы, чокеры, бейсболки. В тренде оказались следующие бренды: футболка THRASHER от одноимённого американского скейтборд-журнала с пламенем вокруг надписи, кеды Vans, рюкзак от их фирмы в клеточку, колготки в крупную сетку, кепка «ЮНОСТЬ», чёрное худи на 2-3 размера больше от Nike, носки FRIDAY SOCKS, кроссовки Канье Уэста Yeezy, обувь от Balenciaga, продукция Palace, Supreme и «Гоша Рубчинский». Модно стало подкатывать низ джинсов.
В среде модников расцветала манера приставать к сверстникам, которые не носили модные вещи. К ним часто приставали со словами «поясни за шмот» и обижали, если те так и не смогли объяснить свой выбор. Пристать могли даже за неоригинальную продукцию. Обычно подобное дальше шуток не заходило, но иногда дело доходило до драки.

## Вечеринки-«вписки»
Понятие «вписка» возникло в конце 1980-х. Первоначально под ним понималось место, где можно бесплатно переночевать. С течением времени слово изменило значение, и под «вписками» стали понимать вечеринки в общежитиях, съёмных квартирах или в родительских домах в отсутствие взрослых. В социальных сетях возникло много специализированных групп, где желающие «вписаться» договаривались о месте и времени. Главным атрибутом становился алкоголь. Иногда присутствовали наркотики. Часто на вечеринках происходили стихийный разгул с порчей имущества и секс.
Философ Лариса Козырева объясняла популярность такого вида досуга разрывом социальных связей, прежде всего в больших городах, и исчезновением дворовой культуры. Кроме того, для большинства вписка стала возможностью уйти от проблем, выйти за пределы повседневной жизни, забыть о проблемах в общении с родителями. Её коллега Сергей Гранин назвал такие вечеринки своеобразной инициацией.

## Ностальгия и оценки
В 2024—2025 годах у пользователей сети возникла ностальгия по этому периоду. Она коснулась главным образом тех, чья юность выпала на это время (зумеры в возрасте от 20 до 27 лет). Как указывала психолог Евгения Макарова для АТВмедиа, ностальгия касается атрибутов подросткового возраста: музыки, элементов одежды, фильмов. Специалистка сравнила это с ностальгией по 2007 году и 90-м.
По мнению медиа MCUniverse, ностальгия вызвана тем, что это было время относительной простоты и новизны. Интернет был ещё не так перегружен информацией, социальные сети не были такими коммерциализироваными. Новосибирское интернет-издание НГС привело мнение, что её причина кроется в беззаботности. Многие из ностальгирующих тогда были школьниками, для которых «главные задачи были в основном пойти послушать музыку на всю улицу, поорать любимый куплет, да подумать, у кого вещь круче». Аналогичное мнение высказано в журнале Marie Claire.
Никита Прунков из медиа «Постньюс» в 2024 году писал, что настолько многообразной и свободной российская поп-культура будет нескоро, поскольку изменилась мировая политическая ситуация. По его мнению, массовая культура за эти годы потеряла самобытность и органику, «нередко спотыкаясь об осколки былого успеха».